# Die Arbeiter von Wien
Das Lied Die Arbeiter von Wien entstand vermutlich 1927, als während der so genannten Julirevolte in Wien 89 Demonstranten durch Schüsse in die Menge getötet wurden. Der Text des Arbeiterliedes stammt von Fritz Brügel (1897–1955), einem Wiener Lyriker und Essayisten. Die Melodie wurde vom sowjetischen Marsch Weiße Armee, schwarzer Baron („Белая армия, чёрный барон“, 1920) von Samuel Pokrass (1897–1939) übernommen.

## Geschichte
Erstmals aufgeführt wurde das Lied 1929 beim 2. Internationalen Arbeiterjugendtag in Wien. Größere Verbreitung erhielt das Lied 1934 während und nach den Februarkämpfen zwischen Exponenten der österreichischen Arbeiterbewegung und der Ständestaatsdiktatur mit ihren Organisationen. Vor allem in Wien, der Steiermark und in Oberösterreich erhoben sich Arbeiter spontan und ohne zentrale Leitung gegen den Austrofaschismus. Ihr Kampf wurde blutig niedergeschlagen, das Lied Die Arbeiter von Wien fand aber Eingang in das internationale antifaschistische Liedrepertoire.

## Text
Wir sind das Bauvolk der kommenden Welt,

Wir sind der Sämann, die Saat und das Feld.

Wir sind die Schnitter der kommenden Mahd,

Wir sind die Zukunft und wir sind die Tat.

—Refrain

—So flieg’, du flammende, du rote Fahne,

—Voran dem Wege, den wir zieh‘n.

—Wir sind der Zukunft getreue Kämpfer.

—Wir sind die Arbeiter von Wien.

Herrn der Fabriken, ihr Herren der Welt,

Endlich wird eure Herrschaft gefällt.

Wir, die Armee, die die Zukunft erschafft,

Sprengen der Fesseln engende Haft.

—Refrain

Wie auch die Lüge uns schmähend umkreist,

Alles besiegend erhebt sich der Geist.

Kerker und Eisen zerbricht seine Macht,

Wenn wir uns ordnen zur letzten Schlacht.

—Refrain